# 西四辻公敬
西四辻公敬（日语：／ Nishiyotsutsuji Kimiyoshi，1916年7月17日—1991年1月9日）是日本的企业家，出自公家西四辻家。西四辻公敬是滋賀塑膠（／ Shiga Purasuchikkusu）的創始人與代表取締役，以發明日式弧形洗澡椅（／ Sukebe Isu）為人所知。

## 概述
西四辻公敬於1916年（大正五年）7月17日出生，是西四辻公堯子爵三子，次兄是出繼上冷泉家的冷泉為任。西四辻公敬在小學時期就讀學習院初等科，1940年（昭和十五年）自立命馆大学畢業。
西四辻公敬自1964年（昭和三十九年）起經營日本最大泡泡浴缸製造商滋賀塑膠，並出任其代表取締役，其時雄琴溫泉的浴缸均為滋賀塑膠出產，而滋賀塑膠在日本全國的市佔率達80%。東京都的東京皇宮飯店、希爾頓酒店、新大谷飯店、大倉飯店、麗嘉皇家飯店等等頂級酒店的蒸汽浴室均大規模採用滋賀塑膠的產品，甚至俄罗斯克里姆林宫與美國海軍第七艦隊的船艦皆可見滋賀塑膠的產品的身影。小佐野賢治、兒玉譽士夫與川上哲治家中的蒸汽浴設備也採用了滋賀塑膠的產品。除此以外，滋賀塑膠也生產金粉風呂。西四辻公敬其時以發明日式弧形洗澡椅為人所知。
滋賀塑膠於1987年（昭和六十二年）結業，而西四辻公敬則於1991年（平成三年）1月9日逝世，享年74歲。

## 家庭
西四辻公敬的妻子千代是木全惣平四女。西四辻公敬的外甥是川本三郎。